# 严普强
严普强（1929年—），男，浙江宁波人，中国精密机械与仪器测试技术专家，曾任清华大学教授、博士生导师。